# 경산여자중학교
경산여자중학교(慶山女子中學校)는 대한민국 경상북도 경산시 옥곡동에 있는 사립 중학교이다.

## 학교 연혁
- 1952년 7월 7일 : 재단법인 창선학원 설립 인가
- 1953년 5월 1일 : 초대 이창수 교장 취임
- 1954년 4월 12일 : 경산여자중학교 설립 인가
- 1964년 3월 17일 : 학교법인 팔성학원으로 명칭 변경
- 1972년 10월 27일 : 박병립 재단이사장 취임
- 1974년 4월 23일 : 학교법인 육주학원으로 명칭 변경
- 1978년 2월 20일 : 신관 40개 교실 준공
- 1988년 12월 31일 : 특별교실 및 실내체육관 (9,600m2) 완공
- 1994년 11월 15일 : 소강당(503석) 완공
- 1999년 2월 18일 : 학교 구내 식당(560명 수용) 완공
- 2003년 12월 1일 : 첨단 과학실 증축(4실)
- 2004년 10월 20일 : 글바다 도서관 개관
- 2011년 7월 18일 : 영어교과교실 증축 4실(423.20m2)
- 2018년 2월 28일 : 도서관 확장 리모델링
- 2022년 3월 1일 : 경북예비미래학교 선정
- 2023년 9월 1일 : 제13대 최보용 교장 취임
- 2024년 2월 7일 : 제71회 졸업식(졸업생 24,271명)
- 2024년 3월 4일 : 2024학년도 입학식(신입생 289명)

## 참고 자료
- 경산여자중학교 - 한국교육학술정보원 학교알리미